# Laïd Rebigua
Laïd Rebigua (en arabe : العيد ربيقة), est un homme politique algérien, né le 28 décembre 1973.
Il est ministre des Moudjahidine et des Ayants Droit depuis 2021.